# Индонезийско-филиппинские отношения
Индонезийско-филиппинские отношения — двусторонние дипломатические отношения между Индонезией и Филиппинами.

## История
Дипломатические отношения между странами были установлены 24 ноября 1949 года. В 1949 году правительство Индонезии открыло своё представительство (консульское учреждение) в Маниле, посольство было открыто в начале 1950-х годов. 21 июня 1951 года между двумя странами был подписан Договор о дружбе. Этот Договор определяет основу отношений двух стран, его главными задачами являются: поддержание мира и дружбы, урегулирование споров дипломатическими и мирными средствами, создание транспортных путей для граждан обеих стран и мероприятия по развитию сотрудничества в области торговли и культурных событий. В этом Договоре также обговариваются политические и социально-экономические вопросы обеих стран.
В марте 2011 года лидеры двух стран подписали Меморандум о взаимопонимании с целью активизации сотрудничества в области безопасности, обороны, делимитации границы, защиты прав трудящихся-мигрантов, образования и спорта. Индонезия оказывает моральную поддержку филиппинскому правительству в их территориальном споре за острова Спратли.

## Территориальный спор
Предметом территориального спора между Индонезией и Филиппинами стала акватория моря Сулавеси в районе островов Сулавеси (Индонезия) и Минданао (Филиппины), считающаяся потенциальным нефтегазовым источником. Кроме того, спорные воды богаты рыбой, а также там проходят важные торговые пути. Конфликт между странами длится с 1994 года: территории состояли в исключительной экономической зоне как Индонезии, так и Филиппин. Этот спор начался ещё между Нидерландами (которые колонизировали Индонезию) и Соединенными Штатами (занявшими территорию Филиппин после окончания испано-американской войны) и окончился в пользу Голландской Ост-Индии в 1932 году. 23 мая 2014 года страны подписали соглашение о новой морской границе между ними. Как заявил президент Индонезии Сусило Бамбанг Йодхойоно, это показательный пример того, как решать споры между государствами без применения силы. Филиппинский лидер Бенигно Акино сказал, что его страна хотела завершить конфликт с помощью законных и мирных путей.

## Экономические отношения
По данным Министерства торговли Индонезии, в 2003 году объём товарооборота между странами составлял сумму 1,12 млрд. долларов США, в 2009 году — 2,9 млрд долларов США, а в 2010 году уже 3,89 млрд долларов США. Индонезия является крупнейшим поставщиком угля на Филиппины, удовлетворяя спрос этой страны на 70 %. В 2013 году Индонезия была 11-м по величине торгово-экономическим партнером Филиппин, товарооборот составил сумму 3,51 млрд долларов США. В 2014 году объём товарооборота между странами достиг отметки в 4,59 млрд долларов США.